# Горишни Плавни
Горишни Плавни (укр. Горішні Плавні) град је у Украјини у Полтавској области. Према процени из 2012. у граду је живело 51.743 становника. Налази се на обали реке Дњепар. Град је релативно млад. Датира од почетка 20. века. Почео је да се развија 60-их година двадесетог века, због проналаска руда.
Температура се зими спушта испод 0 °C, а лети често прелази 30 °C.

## Становништво
Према процени, у граду је 2012. живело 51.743 становника.
| 1979.  | 1989.  | 2001.  | 2012.  |
| ------ | ------ | ------ | ------ |
| 37.909 | 51.645 | 51.740 | 51.743 |